# Gains (roman)
Gains (titre original en anglais : Gain) est un roman de Richard Powers paru originellement en 1998 et paru en français au Cherche midi en 2012.

## Résumé
Il raconte la croissance de la firme Clare, un multinationale qui débute par la production de chandelles et de savon, jusqu'à devenir une société aux ramifications multiples, en alternant cette description avec celle d'une femme divorcée avec deux enfants qui découvre un cancer des ovaires dans la ville où Clare International a installé son siège social.

## Éditions
- (en) Richard Powers, Gain, New York, Farrar, Straus & Giroux, juin 1998, 355 p. (ISBN 978-0-374-15996-2, LCCN 97039647)
- Richard Powers (auteur) et Jean Demanuelli (traducteur) (trad. de l'anglais), Gains [« Gain »], Paris, Le Cherche midi, coll. « Lot 49 », 23 août 2012, 630 p. (ISBN 978-2-7491-0923-7, LCCN 427030340)